# Søren Søndergaard (bokser)
 For alternative betydninger, se Søren Søndergaard (flertydig). (Se også artikler, som begynder med Søren Søndergaard)
Søren Søndergaard (født 17. september 1966) er en tidligere dansk bokser, der vandt europamesterskabet i letweltervægt i 1996 mod den italienske bokser Michele Piccirillo. Han forvarede titlen tre gange frem til 1997 mod englænderen Carl Wright og russerne Viktor Baranov og Vyacheslav Barinov.
I 1997 erobrede han International Boxing Councils mesterskabstitel i letweltervægt og året efter også titlen i weltervægt. Han forsvarede titlen i letweltervægt tre gange inden han trak sig tilbage i 1998 efter kun at have tabt én kamp i sin professionelle karriere.
Søndergaard havde tilnavnet "Mr Perfect" på grund af sin tekniske og stilrene boksning. I 2015 blev han tilknyttet Lindholm Bokseklub som træner.